# Coupe de la Ligue d'Irlande de football 2013
Navigation
Édition précédente Édition suivante
La 40e coupe de la Ligue d'Irlande de football, connue aussi de par son contrat de sponsoring sous le nom d’EA Sports Cup se tient entre le 11 mars 2013 et le mois de septembre 2013. Le Drogheda United Football Club remet en jeu son titre obtenu en 2012.
22 équipes disputent la compétition : les douze équipes de la Premier Division, les huit équipes de la First Division et deux équipes amateurs invitées : Cockhill Celtic et la sélection de Mayo League qui est, elle, invitée pour la seconde année consécutivement.
Pour les deux premiers tours les équipes sont réparties en quatre groupes régionaux au sein desquels elles vont se rencontrer en vue de la qualification au troisième tour. Les matchs sont désignés par un tirage au sort

## Equipes
| Groupe 1                                                                            | Groupe 2                                                                                    | Groupe 3                                                                           | Groupe 4                                                                                     |
| ----------------------------------------------------------------------------------- | ------------------------------------------------------------------------------------------- | ---------------------------------------------------------------------------------- | -------------------------------------------------------------------------------------------- |
| - Cork City FC - Limerick FC - Cobh Ramblers FC - Waterford United - Wexford Youths | - Derry City FC - Cockhill Celtic - Finn Harps - Mayo League - Mervue United - Sligo Rovers | - Bray Wanderers - St. Patrick's Athletic FC - SD Galway - Bohemian FC - UC Dublin | - Athlone Town - Shamrock Rovers - Shelbourne - Drogheda United - Dundalk FC - Longford Town |

## Premier tour
Le tirage au sort du premier tour a lieu le 31 janvier 2013. Le premier tour est programmé pour le 11 mars.

### Groupe 1
| Club             | Score | Club             | Lieu de la rencontre   | Date    |
| ---------------- | ----- | ---------------- | ---------------------- | ------- |
| Waterford United | 2-1   | Cobh Ramblers FC | Regional Sports Centre | 19 mars |

### Groupe 2
| Club          | Score | Club            | Lieu de la rencontre | Date   |
| ------------- | ----- | --------------- | -------------------- | ------ |
| Mayo League   | 1-4   | Finn Harps      | Castlebar            | 3 mars |
| Mervue United | 2-1   | Cockhill Celtic | Fahy's Field         | 2 mars |

### Groupe 3
| Club        | Score | Club      | Lieu de la rencontre | Date    |
| ----------- | ----- | --------- | -------------------- | ------- |
| Bohemian FC | 3-2   | UC Dublin | Dalymount Park       | 11 mars |

### Groupe 4
| Club         | Score | Club          | Lieu de la rencontre | Date    |
| ------------ | ----- | ------------- | -------------------- | ------- |
| Athlone Town | 0-2   | Longford Town | Athlone Town Stadium | 11 mars |
| Dundalk FC   | 1-0   | Shelbourne FC | Oriel Park           | 11 mars |

## Deuxième tour
Le tirage au sort du premier tour a lieu le 4 avril 2013. Le matchs ont lieu les 20 ou 21 mai 2013.

### Groupe 1
| Club              | Score         | Club             | Lieu de la rencontre | Date   |
| ----------------- | ------------- | ---------------- | -------------------- | ------ |
| Limerick FC       | 1-1 (pen 4-2) | Waterford United | -                    | .      |
| Wexford Youths FC | 0-4           | Cork City FC     | Ferrycarrig Park     | 20 mai |

### Groupe 2
| Club         | Score         | Club          | Lieu de la rencontre | Date   |
| ------------ | ------------- | ------------- | -------------------- | ------ |
| Finn Harps   | 1-1 (pen 5-6) | Derry City FC | -                    | 20 mai |
| Sligo Rovers | 4-0           | Mervue United | The Showgrounds      | 20 mai |

### Groupe 3
| Club           | Score    | Club                      | Lieu de la rencontre | Date   |
| -------------- | -------- | ------------------------- | -------------------- | ------ |
| Bohemian FC    | 4-2 (ap) | Bray Wanderers            | Dalymount Park       | 20 mai |
| Salthill Devon | 2-3 (ap) | St. Patrick's Athletic FC | Drom                 | 20 mai |

### Groupe 4
| Club            | Score | Club          | Lieu de la rencontre | Date   |
| --------------- | ----- | ------------- | -------------------- | ------ |
| Drogheda United | 6-0   | Longford Town | Hunky Dorys Park     | 20 mai |
| Shamrock Rovers | 1-0   | Dundalk FC    | Tallaght Stadium     | 21 mai |

## Quarts de finale
Le tirage au sort a lieu le 10 juin 2013 au sein des plateaux de RTE. Les matchs se disputent le dimanche 1er juillet.
Le match phare de ces quarts de finale est le derby dublinois entre les Shamrock Rovers et St. Patrick's Athletic FC. Les Rovers battent après prolongations les leaders du championnat.
| Quart de finale 1 | Bohemian FC      | 0-2   | Derry City FC | Dalymount Park                                |                                               |
| 1er juillet 2013  |                  | (0-0) | Duffy 82e 91e | Spectateurs : 543 Arbitrage : Paul McLaughlin | Spectateurs : 543 Arbitrage : Paul McLaughlin |
| 1er juillet 2013  | Feuille de match |       |               | Spectateurs : 543 Arbitrage : Paul McLaughlin | Spectateurs : 543 Arbitrage : Paul McLaughlin |

| Quart de finale 2 | Shamrock Rovers            | 2-1 (ap) | St. Patrick's Athletic FC | Tallaght Stadium                             |                                              |
| 23 juillet 2013   | Quigley 52e · Dennehy 108e | (0-0)    | Byrne 79e                 | Spectateurs : 1 200 Arbitrage : Tom Connolly | Spectateurs : 1 200 Arbitrage : Tom Connolly |
| 23 juillet 2013   | Feuille de match           |          |                           | Spectateurs : 1 200 Arbitrage : Tom Connolly | Spectateurs : 1 200 Arbitrage : Tom Connolly |

| Quart de finale 3 | Drogheda United                       | 3-0   | Cork City FC | Hunky Dorys Park                         |                                          |
| 1er juillet 2013  | Marks 24e · McNally 43e · Brennan 45e | (3-0) |              | Spectateurs : 320 Arbitrage : Paul Tuite | Spectateurs : 320 Arbitrage : Paul Tuite |
| 1er juillet 2013  | Feuille de match                      |       |              | Spectateurs : 320 Arbitrage : Paul Tuite | Spectateurs : 320 Arbitrage : Paul Tuite |

| Quart de finale 4 | Limerick FC      | 0-4   | Sligo Rovers                                         | Thomond Park                                   |                                                |
| 1er juillet 2013  |                  | (2-0) | Henderson 26e · Peers 38e · North 50e · McMillan 77e | Spectateurs : 913 Arbitrage : Anthony Buttimer | Spectateurs : 913 Arbitrage : Anthony Buttimer |
| 1er juillet 2013  | Feuille de match |       |                                                      | Spectateurs : 913 Arbitrage : Anthony Buttimer | Spectateurs : 913 Arbitrage : Anthony Buttimer |

## Demi-finales
| Demi-finale 1 | Derry City FC    | 1-3   | Drogheda United                            | Brandywell                               |                                          |
| 5 août 2013   | David McDaid 38e | (1-1) | Declan O'Brien 12e 77e · David Cassidy 66e | Spectateurs : 990 Arbitrage : Paul Tuite | Spectateurs : 990 Arbitrage : Paul Tuite |
| 5 août 2013   | Rapport          |       |                                            | Spectateurs : 990 Arbitrage : Paul Tuite | Spectateurs : 990 Arbitrage : Paul Tuite |

| Demi-finale 2 | Shamrock Rovers                         | 3-2   | Sligo Rovers                            | Tallaght Stadium           |                            |
| 13 août 2013  | Karl Sheppard 17e · Gary McCabe 27e 71e | (2-1) | Kieran Djilali 1re · Anthony Elding 82e | Spectateurs : 1 500 (est.) | Spectateurs : 1 500 (est.) |
| 13 août 2013  | Rapport                                 |       |                                         | Spectateurs : 1 500 (est.) | Spectateurs : 1 500 (est.) |

## Finale
| Finale            | Shamrock Rovers                      | 2-0   | Drogheda United | Tallaght Stadium                                |                                                 |
| 21 septembre 2013 | Gary McCabe 11e · Thomas Stewart 58e | (1-0) |                 | Spectateurs : 3 820 Arbitrage : Padraigh Sutton | Spectateurs : 3 820 Arbitrage : Padraigh Sutton |
| 21 septembre 2013 | Rapport                              |       |                 | Spectateurs : 3 820 Arbitrage : Padraigh Sutton | Spectateurs : 3 820 Arbitrage : Padraigh Sutton |